# Birtin, Bihor
Birtin este un sat în comuna Vadu Crișului din județul Bihor, Crișana, România.